# Falkenberg (Mark)
Falkenberg település Németországban, azon belül Brandenburgban. Lakosainak száma 2274 fő (2023. december 31.). Falkenberg Bad Freienwalde (Oder), Höhenland, Heckelberg-Brunow, Hohenfinow, Breydin és Liepe községekkel határos.

## Népesség
A település népességének változása:
| Lakosok száma | 2206 | 2222 | 2255 | 2290 | 2274 |
|               | 2017 | 2019 | 2021 | 2022 | 2023 |